# 屋敷町 (高浜市)
屋敷町（やしきちょう）は、愛知県高浜市の地名。現行行政地名は屋敷町1丁目から屋敷町7丁目。

## 地理
高浜市北部に位置する。東は神明町、西は新田町、南は呉竹町、北は八幡町・小池町に接する。

## 歴史

### 沿革
- 1988年（昭和63年） - 高浜市吉浜町の一部により、同市屋敷町5丁目として成立[1]。

## 世帯数と人口
2019年（令和元年）6月1日現在の世帯数と人口は以下の通りである。
| 町丁   | 世帯数  | 人口    |
| ------ | ------- | ------- |
| 屋敷町 | 904世帯 | 2,070人 |

### 人口の変遷
国勢調査による人口の推移
| 1995年（平成7年）  | 1,795人 | [ 7 ]  |  |
| 2000年（平成12年） | 1,726人 | [ 8 ]  |  |
| 2005年（平成17年） | 1,854人 | [ 9 ]  |  |
| 2010年（平成22年） | 1,928人 | [ 10 ] |  |
| 2015年（平成27年） | 1,959人 | [ 11 ] |  |

## 学区
市立小・中学校に通う場合、学区は以下の通りとなる。また、公立高等学校に通う場合の学区は以下の通りとなる。
| 番・番地等 | 小学校             | 中学校             | 高等学校             |
| ---------- | ------------------ | ------------------ | -------------------- |
| 全域       | 高浜市立吉浜小学校 | 高浜市立高浜中学校 | 三河学区（特例地域） |

## 交通

### 鉄道
名古屋鉄道（名鉄）
■三河線 吉浜駅

### 道路
- 愛知県道304号碧南高浜環状線
- 愛知県道473号吉浜停車場線

## 施設
- 高浜市立吉浜小学校[6]北緯34度56分28.4秒 東経136度59分50.6秒 / 北緯34.941222度 東経136.997389度
- 高浜市立吉浜幼稚園北緯34度56分24.9秒 東経136度59分48.1秒 / 北緯34.940250度 東経136.996694度
- 吉浜公民館[6]北緯34度56分26秒 東経136度59分45.3秒 / 北緯34.94056度 東経136.995917度
- 吉浜人形本店北緯34度56分41.7秒 東経136度59分20.7秒 / 北緯34.944917度 東経136.989083度
  - 紫峰人形美術館
- 高浜吉浜郵便局
- 碧海信用金庫 吉浜支店

## その他

### 日本郵便
- 郵便番号 : 444-1331[4]（集配局：高浜郵便局[14]）。